# Liste von Burgen, Schlössern und Festungen in Finnland
Dies ist eine Liste der Burgen, Schlösser und Festungen in Finnland, geordnet nach Landschaft (finnisch maakunta, schwedisch landskap).

## Åland
- Festung Bomarsund, Sund
- Kastelholm, Sund

## Kainuu
- Burg Kajaani, Kajaani
- Burg Oulu, Oulu

## Kanta-Häme
- Burg Häme, Hämeenlinna

## Kymenlaakso
- Festung Kyminlinna, Kotka
- Festung Ruotsinsalmi, Kotka
- Festung Utti, Valkeala

## Österbotten
- Schloss Korsholm, Vaasa

## Itä-Uusimaa
- Sibbesborg, Sipoo
- Svartholma, Loviisa

## Satakunta
- Burg Liinmaa, Eura

## Südsavo
- Brahelinna, Ristiina
- Olavinlinna, Savonlinna

## Uusimaa
- Junkarsborg, Karis
- Burg Raseborg, bei Ekenäs
- Schloss Suitia, Siuntio
- Festung Suomenlinna, Helsinki

## Varsinais-Suomi
- Burg Kuusisto, Kaarina
- Burg Stenberga, Masku
- Burg Turku, Turku

- Karte mit allen verlinkten Seiten:
- OSM |
- WikiMap